# Venenosaurus
Genre
Espèce
Venenosaurus (signifiant « lézard poison ») est un genre de dinosaures sauropodes du Crétacé inférieur retrouvé en 1998 par Tony DiCroce dans la Poison Strip de la formation géologique de Cedar Mountain, en Utah (États-Unis). Sa taille est relativement petite pour cette famille: elle est estimée à une dizaine de mètres de longueur.
L'espèce-type, Venenosaurus dicrocei, a été décrite par Virginia Tidwell, Kenneth Carpenter et Suzanne Meyer en 2001. Elle est basée sur l'holotype DMNH 40932.
Le genre est semblable au Cedarosaurus, Aeolosaurus et Gondwanatitan.